# Лукас Гарсия, Фернандо Ромео
Ферна́ндо Роме́о Лу́кас Гарси́я (исп. Fernando Romeo Lucas García; 4 июля 1924, Сан-Хуан-Чамелько, Альта-Верапас, Гватемала — 27 мая 2006, Пуэрто-ла-Крус, Венесуэла) — президент Гватемалы с 1 июля 1978 по 23 марта 1982 года.

## Биография
Родился в богатой семье, принадлежащей элите страны. Его младший брат — известный военный и политический деятель бригадный генерал Мануэль Лукас Гарсиа. Учился в военном Высшем политехническом училище (окончил в 1949 году).
В 1947 году поступил на военную службу.
С 1960 года, находясь на службе, наследовал и приобретал земельные наделы, став одним из крупнейших землевладельцев в стране.
В 1973 году, при президенте Лаухеруде Гарсия стал сначала начальником главного штаба вооружённых сил, бригадным генералом, а следом и министром обороны (в 1975—1976 годах). После землетрясения 1976 года возглавил чрезвычайный комитет по ликвидации его последствий.
Много занимался большим проектом освоения и развития северных районов страны, где были найдены запасы нефти, для освоения которых требовалась инфраструктура и развитие дорожной сети. Соединяя этот проект со своими личными интересами (поскольку его семья владела землями в районе освоения), наладил серьёзные связи с транснациональными компаниями, в частности, с компанией Shennadoah Oil.
В 1958—1963 годах работал в Конгрессе.
Был выдвинут кандидатом на пост президента от Институционно-демократической партии и армейских кругов вместе с Ф. Вильяграном Крамером, имевшим сильное влияние в профсоюзах активным участником гватемальской революции 1944 года, в качестве вице-президента.
На президентских выборах 5 марта 1978 года при явке 45,8 % избирателей (ещё около 20 % в знак протеста порвали бюллетени) получил 40,33 % голосов (его противник, Э. Перальта Асурдия, президент страны в 1963-66 годах, получил 33,93 %. Так как никто не набрал нужного количества голосов (более 50 %), и президента выбирал Конгресс, утвердивший на этот пост Лукаса Гарсию, который вступил на пост 1 июля. Уже в первых акциях протеста, задуманных как марш против насилия и состоявшихся в апреле 1978 года, приняли участие около 10 000 человек. Акции были жёстко подавлены полицией.
12 октября 1978 года в президентском дворце заключил тайный брак с венесуэлкой Эльзой Асунсьон Сирильяно (из богатой семьи предпринимателей, занимавшихся строительством, СМИ и спортивным бизнесом), с которой встречался с 1956 года.
Первые же меры в области экономики были достаточно радикальными: были отпущены цены и повысились тарифы на транспорт (особенно городской). В результате начались забастовки пилотов авиакомпаний и водителей, а с августа 1978 года — демонстрации протеста, жёстко разгоняемые полицией. В сентябре 1978 года началась всеобщая забастовка в знак протеста против резкого повышения тарифов на проезд в общественном транспорте; Ф. Гарсия отреагировал жёстко: десятки протестующих были арестованы и многие протестанты ранены при разгонах манифестаций. Однако в итоге правительство согласилось с требованиями протестующих, в том числе с установлением субсидии на общественный транспорт. Вместе с этим, опасаясь, что данная уступка вызовет новые протесты, военное правительство активизировало спонсируемые государством военизированные эскадроны смерти.
На борьбу с оппозицией и партизанами постоянно получал помощь США. В период с 1978 по 1980 год США предоставили 8,5 млн. долларов на военную помощь и примерно 1,8 млн. долларов США в виде экспортных лицензий на продажу оружия. В 1981 году администрация Р. Рейгана направила ещё 3,2 млн. долларов.
В конце 1979 года Партизанская армия бедняков и другие оппозиционные вооружённые формирования расширили своё влияние, контролируя большие территории и руководя проведением многочисленных митингов во многих городах страны. 31 января 1980 года приказы президента привели к гибели людей в результате сожжения посольства Испании в Гватемале: группа крестьян-индейцев из Комитета крестьянского единства и левых студентов в знак протеста против репрессий заняли территорию испанского посольства, на что президент, несмотря на просьбу испанского посла вступить в переговоры, отверг альтернативы и принял решение о силовой акции, в ходе которой здание посольства было подожжено. 36 человек погибли в огне, единственный выживший участник акции был похищен из больницы и убит. Эти события причисляются к трагическим эпизодам гватемальской гражданской войны.
Размах репрессий и нарушений прав человека привёл к разногласиям в правительстве. Репрессии и чрезмерная сила, применяемые правительством против оппозиции, были таковы, что в знак протеста против них вице-президент Франсиско Вильягран Крамер 1 сентября 1980 года ушёл в отставку.
В начале 1981 года повстанцы предприняли крупнейшее наступление в истории страны. За этим последовало дополнительное наступление в конце года (к 1981 году, по оценкам, от 250 000 до 500 000 гватемальцев активно поддерживали партизан, армейская разведка оценивала численность сторонников только ПАБ в минимум 360 тысяч). Ответные меры правительства Ф. Гарсии, получившего расширенную военную и финансовую поддержку США, были таковы, что «Human Rights Watch» квалифицировала их как геноцид гватемальского народа (так, по подсчётам католической церкви, ежедневное число убийств, совершаемых правительственными силами и официально санкционированными "эскадронами смерти", увеличилось в среднем с 20 до 30 в 1979 году и минимум до 40 в 1980 году; только в 1981 году погибло свыше 11000 мирных граждан, а число сожжённых деревень превысило 400). Для затруднения следствия репрессии велись также против судей и адвокатов: по заявлению специальной комиссии ООН, Согласно комиссии Организации Объединенных Наций по установлению истины во время ее мандата "судьи и адвокаты были убиты, чтобы парализовать правосудие и любые действия по защите прав человека... в любой другой период не было казнено столько судей и адвокатов".
Незадолго до своего ухода с президентского поста назначил своего младшего брата Мануэля министром обороны Гватемалы. Одновременно выдвинул малопопулярного бывшего министра обороны Анхеля Анибала Гевару своим преемником, кандидатом в президенты на выборах 1982 года.
23 марта 1982 года, за несколько месяцев до истечения полномочий был свергнут генералом Риосом Монттом, которого поддержал младший офицерский состав армии. Для гарантии успеха ультраправые заговорщики захватили в заложники сестру и мать президента и продемонстрировали непосредственную угрозу их жизни. Ф. Гарсия тут же запретил любое сопротивление путчистам.
С 1985 года был болен болезнью Альцгеймера, с 1988 года полностью потерял память. Умер в больнице в Венесуэле, где жил с 1982 года. Похоронен в Пуэрто-ла-Крус.
В 1999 году Национальной судебной коллегией Испании было начато уголовное производство по обвинениям в применении пыток и геноциде против населения майя после официального ходатайства, представленного Ригобертой Менчу. Однако Верховный суд Венесуэлы 22 июня 2005 года отказал в выдаче Ф. Гарсии, аргументируя это тем, что "…медицинские заключения, предоставленные женой Ф. Гарсии показывают, что её муж серьёзно страдает болезнью Альцгеймера".